# Lamballe (ancienne commune nouvelle)
Pour les articles homonymes, voir Lamballe (homonymie).
Lamballe [lɑ̃bal] est une ancienne commune nouvelle située dans le département des Côtes-d'Armor en région Bretagne.
Le 1er janvier 2016, la commune nouvelle de Lamballe a été créée par fusion de celles de Meslin et de Lamballe qui ont acquis le statut administratif de communes déléguées à cette date.
Au 1er janvier 2019, la commune nouvelle est étendue à Planguenoual et Morieux, qui sont devenues des communes déléguées, et prend le nom de Lamballe-Armor.

## Géographie et climat
Commune située en Bretagne sur la RN 12, entre Rennes à 80 kilomètres et Saint-Brieuc à 20 kilomètres, au bord du Gouessant.
Du fait de sa situation géographique et de son relief naturel dans une cuvette, Lamballe jouit d'un microclimat avec une faible pluviométrie, assez bien répartie sur l'année et avec un minimum estival en juillet.  Les données météo de la station météo de Lamballe sur le site Infoclimat nous informe d'une moyenne annuelle des températures de 2006 à 2023 de 11,9 °C. Les étés sont relativement chauds. Les températures moyennes maximales de juillet et août sont de 23 °C à 24 °C. La température maximale la plus élevée a été relevée le 18 juillet 2022 avec 39.9 °C. Les précipitations annuelles sont en moyenne de 677 mm soit nettement inférieures à la moyenne annuelle de la Bretagne de 950 mm. L'ensoleillement est moyen, autour de 1 700 heures par an. L'année la plus sèche a été observée en 1989 avec 441,5 mm et le mois le plus sec en juillet 2022 avec 1 mm.

### Communes limitrophes
| Planguenoual Andel Coëtmieux           | Saint-Alban Hénansal | Quintenic                   |
| Pommeret                               | Lamballe             | Plédéliac Saint-Rieul Noyal |
| Quessoy Bréhand Landéhen Saint-Trimoël | La Malhoure Penguily | Plestan                     |

### Sismicité
Commune située en zone 2 de sismicité faible,.

### Hydrographie et eaux souterraines
- Forage[4],[5].

### Voies de communications et transports
Depuis 2017, Lamballe est reliée à Paris par TGV en 2 h 08.

## Urbanisme
La commune nouvelle de Lamballe, créée par arrêté préfectoral du 9 décembre 2015, dispose d'un Plan local d'urbanisme.

## Toponymie
Le nom de la localité est attesté sous les formes Lambala en 1084, puis Lambaulum, Lambalum et Lamballia.
L'étymologie possible du toponyme Lamballe est une forme romanisée de Lambaol, issu du breton Lan et de l'hagionyme Paul, signifiant « l'ermitage de Paul »,.
À l'instar de quelques autres grandes villes de Haute-Bretagne, la localité est aussi connue en breton sous le nom traditionnel de Lambal, et plus rarement Lambala. C'est la première forme qui est aujourd'hui utilisé et affiché,.

## Histoire

### Préhistoire et Antiquité
L'histoire de Lamballe, remonte au Néolithique. Des vestiges gallo-romains du Ier au IIIe siècle apr. J.-C. s'ajoutent à ceux de la Tourelle, découverts il y a sept ans, qui avaient permis de mettre au jour sur deux zones des vestiges de l'âge de fer (800 à 400 av. J.-C.) et de l'âge de bronze (1 100 à 800 av. J.-C.). Une période d'occupation relativement longue sur une zone qui pourrait bien avoir un lien avec celle du Grand-Chalet, en cours de fouille. (Près de la Mare : gisement gallo-romain est matérialisé par des tegulae, des scories et des tessons de poteries communes. Près de la Villebily : Gisement des tegulae. Près du Champ de la Bataille : gisement de tegulae. Saint-Aaron près de la Villedy : gisement livrant de tegulae, des céramiques communes et sigillées).

### Moyen Âge
Le réel essor de Lamballe intervient au XIe siècle, lorsque le site est choisi pour la construction d'une forteresse, cette dernière étant destinée à contrôler l'est du territoire nouvellement créé des Eudonides.
En 1337, Olivier de Tournemine, seigneur de la Hunaudaye et Isabelle de Machecoul, son épouse, fondent le couvent des Augustins de Lamballe.
En 1435, Jean V, duc de Bretagne, fonde la Collégiale de Lamballe.
Lamballe était la capitale du comté, puis duché, de Penthièvre.

### Époque moderne
Ange Le Proust, Prieur des Augustins de Lamballe, fonde en 1697 la société des Filles de Saint Thomas de Villeneuve pour relever le service des hôpitaux, ruinés et à l'abandon.

### XXesiècle

#### La Première Guerre mondiale
Le monument aux morts porte les noms de 178  soldats morts pour la Patrie ; parmi eux quatre ont péri en mer.

#### La Seconde Guerre mondiale
Le monument aux morts de Lamballe porte les noms de 30 personnes mortes durant la Seconde Guerre mondiale, dont un soldat qui a péri en mer.

#### L'Après Seconde Guerre mondiale
Six soldats originaires de Lamballe sont morts pour la France lors de la Guerre d'Indochine ; un est mort durant la guerre d'Algérie ; un est mort dans le conflit au Liban ; un est mort dans les troupes d'occupation en Allemagne.

## Politique et administration

### Composition
Lamballe, constituée sous le régime des communes nouvelles entre 2016 et 2019, fut formée par la réunion de 2 communes :
| Nom              | Code Insee | Intercommunalité         | Superficie (km2) | Population (dernière pop. légale) | Densité (hab./km2) |
| ---------------- | ---------- | ------------------------ | ---------------- | --------------------------------- | ------------------ |
| Lamballe (siège) | 22093      | Lamballe Terre et Mer    | 76,29            | 12 323 (2014)                     | 162                |
| Meslin           | 22151      | CC Lamballe Terre et Mer | 13,92            | 981 (2014)                        | 70                 |

### Liste des maires
| Période        | Période          | Identité    | Étiquette | Qualité                                                                     |
| -------------- | ---------------- | ----------- | --------- | --------------------------------------------------------------------------- |
| 4 janvier 2016 | 31 décembre 2018 | Loïc Cauret | PS        | Cadre et représentant syndical Président de Lamballe Terre et Mer (2017 → ) |

### Budget et fiscalité 2015
En 2015, le budget de la commune était constitué ainsi :
- total des produits de fonctionnement : 11 365 000 €, soit 889 € par habitant ;
- total des charges de fonctionnement : 9 662 000 €, soit 756 € par habitant ;
- total des ressources d’investissement : 3 606 000 €, soit 282 € par habitant ;
- total des emplois d’investissement : 3 461 000 €, soit 271 € par habitant.
- endettement : 22 647 000 €, soit 1 771 € par habitant.

Avec les taux de fiscalité suivants :
- taxe d’habitation : 21,02 % ;
- taxe foncière sur les propriétés bâties : 25,45 % ;
- taxe foncière sur les propriétés non bâties : 91,79 % ;
- taxe additionnelle à la taxe foncière sur les propriétés non bâties : 0,00 % ;
- cotisation foncière des entreprises : 0,00 %.

### Jumelages
Lamballe est jumelée avec la commune portugaise d'Oliveira do Bairro.

## Population et société

### Démographie
La fonction 'introduction()' de ce module ne peut pas s'exécuter correctement sur cet article. L'erreur retournée est : 'pas de module', et le 
module de données concerné est Module:Données/Lamballe (ancienne commune nouvelle)/évolution population.

Pour plus d'information sur les modules de données : Cliquez ici
La fonction 'tableau()' de ce module ne peut pas s'exécuter correctement sur cet article. L'erreur retournée est : 'pas de module', et le 
module de données concerné est Module:Données/Lamballe (ancienne commune nouvelle)/évolution population.

Pour plus d'information sur les modules de données : Cliquez ici
La fonction 'graphique()' de ce module ne peut pas s'exécuter correctement sur cet article. L'erreur retournée est : 'pas de module', et le 
module de données concerné est Module:Données/Lamballe (ancienne commune nouvelle)/évolution population.

Pour plus d'information sur les modules de données : Cliquez ici

## Économie et industrie
La commune compte sur son territoire :
- le siège de la Cooperl Arc Atlantique ;
- l'abattoir de Lamballe, plus gros abattoir porcin de France ;
- l'entreprise Centigon (depuis 1948 — création sous le nom de Labbé), véhicules blindés, 28 M€ de chiffre d'affaires, 155 employés en 2020[20].

## Culture locale et patrimoine

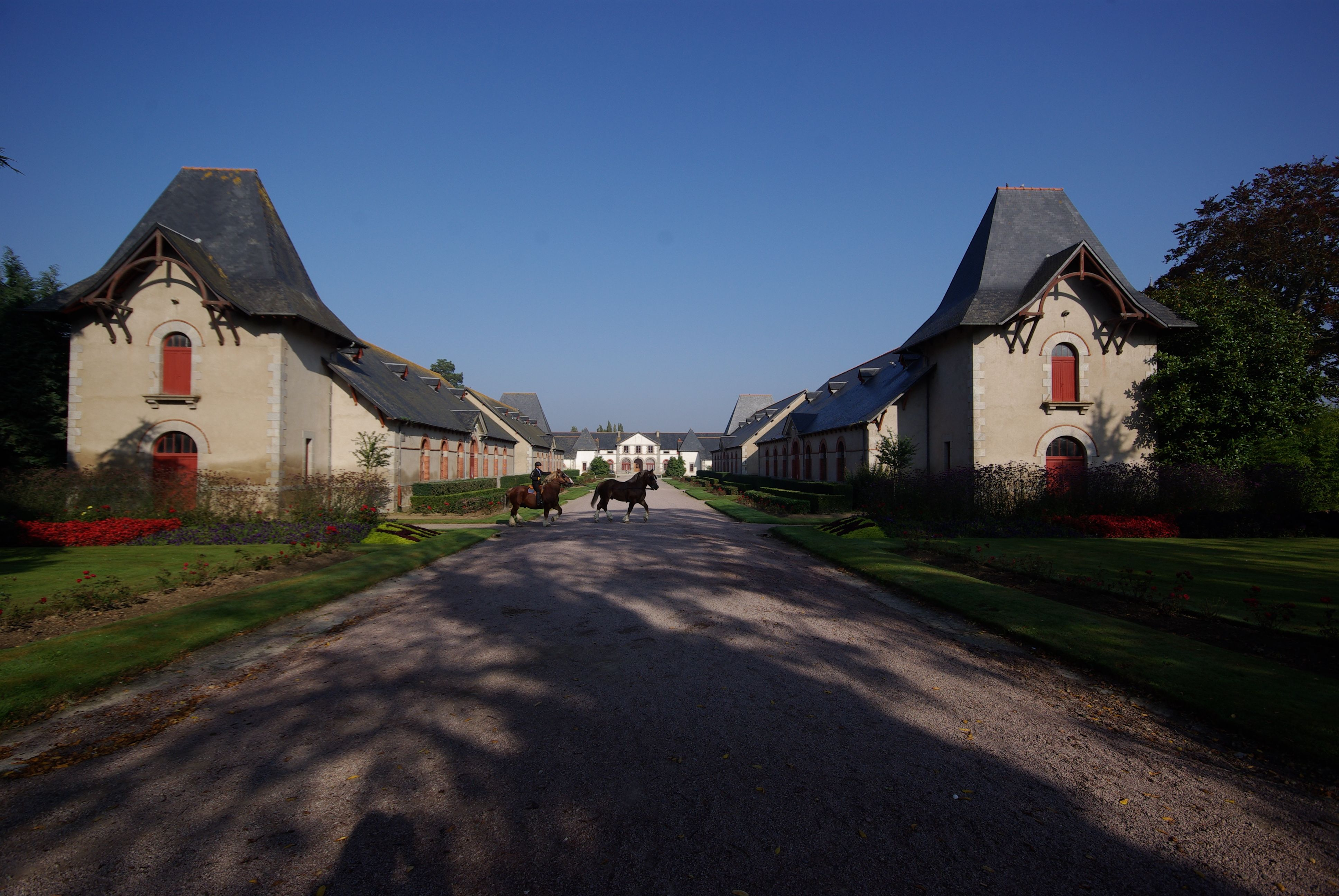
Haras national de Lamballe.

### Lieux et monuments

#### Patrimoine mégalithique
- Allée couverte du Chêne-Hut, classée en 1963 au titre des monuments historiques[21].
- Menhir de Guihalon, classé en 1965 au titre des monuments historiques[22].

#### Patrimoine religieux
- Collégiale Notre-Dame[23] et son orgue de tribune[24],[25],[26].
- Église Saint-Martin[27].
- Église Saint-Jean,  inscrite partiellement (le clocher) au titre des monuments historiques par arrêté du 7 décembre 1925[28], sa cloche de 1594[29] et son orgue de tribune[30],[31].
- Église Saint-Blaise au lieu-dit Trégomar et ses deux dalles funéraires[32].
- Croix de Maroué, inscrite au titre des monuments historiques par arrêté du 22 juin 1964[33].
- Croix de La Poterie, inscrite au titre des monuments historiques par arrêté du 5 octobre 1964[34].

#### Patrimoine civil
- Monument aux morts[35].
- Château de la Moglais, inscrit au titre des monuments historiques depuis le 16 novembre 2011[36].
- Manoir de la Caillibotière à Saint-Aaron.
- Moulin à vent de Saint-Lazare[37].
- Maison du Bourreau, classée au titre des monuments historiques par arrêté du 22 novembre 1909 alors que la façade sur la rue ainsi que l'ensemble des toitures est classée par arrêté du 1er juin 1964[38].
- Maison, 2 rue du docteur-Lavergne, inscrite partiellement (facade et toiture) au titre des monuments historiques par arrêté du 2 décembre 1926[39].
- Maison, 29 rue du docteur-Calmette, inscrite partiellement au titre des monuments historiques par arrêté du 11 juin 1930[40].
- Maison, 33 rue du docteur-Calmette, inscrite partiellement (facade et toiture) au titre des monuments historiques par arrêté du 22 mars 1930[41].
- Maison, 5 rue du Four, inscrite partiellement (facade) au titre des monuments historiques par arrêté du 19 juin 1926[42].
- Maison, 6 rue du Four, inscrite partiellement (facade et toiture) au titre des monuments historiques par arrêté du 2 décembre 1926[43].
- Deux maisons, 7 rue du Four, inscrites partiellement (facades) au titre des monuments historiques par arrêté du 19 juin 1926[44].
- Deux maisons, 2-4 parvis Saint-Jean, inscrites partiellement (facades et toitures) au titre des monuments historiques par arrêté du 18 septembre 1964[45].
- Deux maisons, 6-8 rue Saint-Jean, inscrites partiellement (facades et toitures) au titre des monuments historiques par arrêté du 8 juin 1964[46].
- Musée Mathurin-Méheut et les impressions gravées de l'artiste.
- Fontaine aux trois chevaux[47].
- Haras national de Lamballe[48].

#### Patrimoine industriel
- Tannerie Ruellan, puis Samson, actuellement entrepôt industriel[49].
- Moulins à farine et à tan, puis minoterie de la Ville, puis de la société Anonyme des minoteries Piéto, actuellement immeuble à logements[50].

### Personnalités liées à la commune
- Pierre de Lamballe (mort en 1256), chanoine de la cathédrale Notre-Dame de Paris, maître en théologie de l'université de Paris entre 1242 et 1249, archevêque de Tours de 1251 à sa mort en 1256, défenseur des ordres mendiants.
- Louis-Alexandre de Bourbon (1747-1768), prince de Lamballe, arrière-petit-fils de Louis XV et son épouse princesse de Lamballe.
- Victoire de Lambilly (1767-1813), première femme à plaider devant une cours en France.
- Antoine-Joseph Jobert de Lamballe (1802-1867), médecin, pionnier de la chirurgie.
- Gustave Téry (1878-1928), journaliste, né à Lamballe.
- Mathurin Méheut (1882-1958), artiste peintre, né à Lamballe.
- René Maltête (1930-2000), photographe, écrivain, poète.
- Christian Gouinguené (1941-), organiste, chef d'orchestre et compositeur classique.
- Philippe Leleu (1958-), coureur cycliste né à Lamballe.
- Bruno Cornillet (1963-), coureur cycliste né à Lamballe.
- Dominic Sonic (1964-2020), il intègre le groupe « Kalashnikov » au lycée de la ville.
- La famille d'Augusto Pinochet est originaire de la commune et a quitté au XVIIIe siècle la Bretagne pour le Chili[51].

### Manifestations sportives
- Critérium de Lamballe, réservé aux coureurs professionnels, qui s'est disputé de 1970 à 1972[52].

## Anecdotes
Le 17 janvier 2017, alors que l'ancien Premier ministre Manuel Valls est en déplacement dans la ville, il est giflé par Nolan Lapie, un jeune homme de 18 ans originaire de la commune, qui plus tard, tentera de se présenter à l'élection présidentielle française de 2017. Cette gifle sera très médiatisée dans les jours qui suivent.
L'ancien dictateur chilien, Augusto Pinochet, serait un des descendants d'une famille venant de la commune ayant immigré au Chili au XVIIIe siècle.